# Riala
Riala is een plaats in de gemeente Norrtälje in het landschap Uppland en de provincie Stockholms län in Zweden. De plaats heeft 212 inwoners (2005) en een oppervlakte van 54 hectare.